# Heringia venteris
Heringia venteris är en tvåvingeart som först beskrevs av Charles Howard Curran 1921.  Heringia venteris ingår i släktet gallblomflugor, och familjen blomflugor.
Artens utbredningsområde är Ontario. Inga underarter finns listade i Catalogue of Life.